# Gib Hill
Gib Hill est un tumulus situé dans le Derbyshire, en Angleterre. Il s'agit d'un site archéologique important datant du Néolithique, situé à proximité du site d'Arbor Low.

## Fouilles
Trois campagnes de fouilles sont menées au XIXe siècle : la première par le propriétaire des lieux, M. Thornhill, en 1812, une seconde par William Bateman et S. Mitchell en 1824, et une troisième par Thomas Bateman en 1848. Ces dernières mettent au jour une ciste datée du début de l'âge du Bronze, qui contient des restes de crémation et un vase funérair. La structure complexe du tumulus suggère une composition en tumulus allongé néolithique avec la superposition à une extrémité d'un tumulus rond datant de l'âge du Bronze ancien. Cette configuration est clairement observable lorsque l'on observe le tumulus depuis le nord. 